# Copestylum tripunctatum
Copestylum tripunctatum är en tvåvingeart som först beskrevs av Hull 1949.  Copestylum tripunctatum ingår i släktet Copestylum och familjen blomflugor. Inga underarter finns listade i Catalogue of Life.